# Várzea (Arouca)
Várzea ist eine Ortschaft und Gemeinde in Portugal.

## Geschichte
Funde belegen eine Besiedlung mindestens seit der Castrokultur, anschließend ließen sich Römer hier nieder. Ausgrabungen eines römischen Landgutes in Malafaia bestätigen dessen Bestehen bis ins Westgotenreich und möglicherweise bis zum Eintreffen der Mauren ab 711 n. Chr. Die erste offiziell dokumentierte Erwähnung des Ortes stammt aus einer Kaufurkunde des Jahres 1101.
Die heutige Gemeindekirche Igreja Paroquial de Várzea de São Salvador (nach ihrem Schutzpatron auch Igreja de São Roque) hat ihre Ursprünge im 12. Jahrhundert, als sie zuerst als Kloster eines Augustiner-Ordens funktionierte.
Um 1900 wurde die Gemeinde aufgelöst und Urrô angegliedert, um seit den 1930er Jahren wieder eine eigenständige Gemeinde zu sein.

## Verwaltung
Várzea ist eine Gemeinde (Freguesia) im Kreis (Concelho) von Arouca, im Distrikt Aveiro. In ihr leben 534 Einwohner (Stand 19. April 2021).
Eine Reihe Ortschaften und Ortsteile bilden die Gemeinde Várzea, darunter:
- Malafaia
- Marecos
- Sanfins
- Zendo